# ژان ماری دیوید
ژان ماری دیوید (انگلیسی: Jean-Marie David؛ زادهٔ ۱۳ ژانویهٔ ۱۹۸۲) بازیکن فوتبال اهل فرانسه است.
از باشگاه‌هایی که در آن بازی کرده‌است می‌توان به باشگاه فوتبال رن، باشگاه فوتبال پاریس، و باشگاه فوتبال لوریان اشاره کرد.